# Bonifatiuskirche (Altendorf)

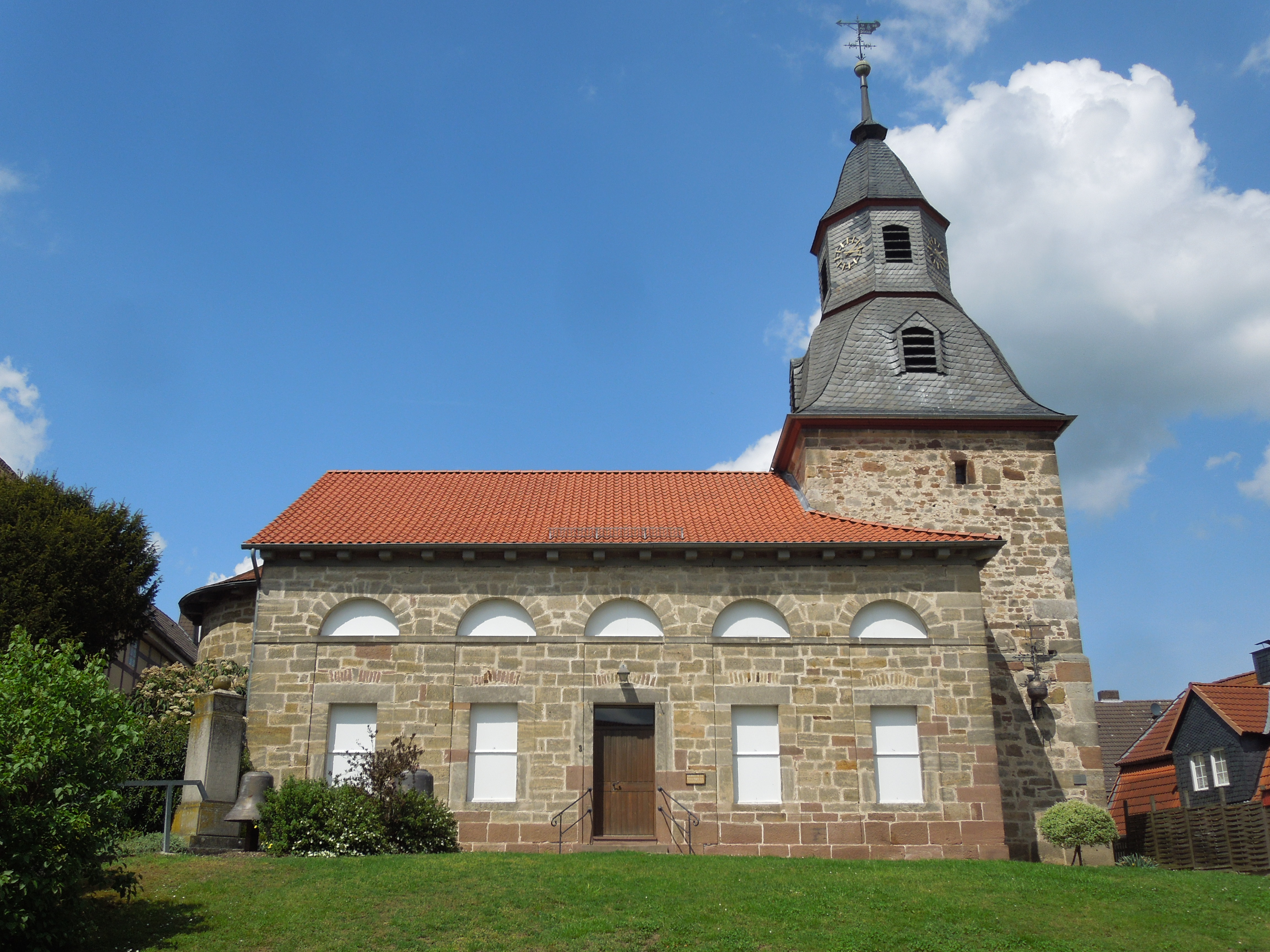
Bonifatiuskirche

Die Bonifatiuskirche steht auf einer leichten Anhöhe im Dorfkern von Altendorf, einem Ortsteil der Kleinstadt Naumburg im Landkreis Kassel von Hessen. Die Kirchengemeinde gehört zum Kirchenkreis Hofgeismar-Wolfhagen im Sprengel Kassel der Evangelischen Kirche von Kurhessen-Waldeck.

## Beschreibung
Der spätgotische Chorturm stammt aus dem 12. Jahrhundert, seine Haube, auf der eine Laterne sitzt, erhielt er erst 1788. Das heutige Kirchenschiff wurde 1830 angefügt. Die klassizistische Saalkirche hat fünf Achsen und im Westen eine halbrunde Apsis. Die Fenster sind zweigeschossig angeordnet. Der Turm ist zur Hälfte ins Kirchenschiff einbezogen, er wird im Innenraum flankiert von den Treppen zu den dreiseitigen Emporen, deren vierseitige Stützen im Obergeschoss als Säulen bis zur Decke durchgeführt sind. Der ehemalige Chor im Turm ist mit einem Kreuzrippengewölbe überspannt. Der Schlussstein ist mit einer Bischofsfigur verziert. Ein Sakramentshaus ist auch vorhanden. Die ursprüngliche Flachdecke wurde 1913 durch ein hölzernes Spiegelgewölbe ersetzt. 
Die Kanzel von 1845 steht in der Apsis. Das Taufbecken aus der 2. Hälfte des 16. Jahrhunderts trägt ein Monogramm von Landgraf Wilhelms IV. Die Orgel wurde 1832 von Johann Wilhelm Schmerbach dem Jüngeren erbaut.